# Juntas comunitarias del Bronx

Mapa de distritos comunitarios en la Ciudad de Nueva York.

Las juntas comunitarias del Bronx son las juntas comunitarias estadounidenses de la Ciudad de Nueva York localizadas en  el boro del Bronx, los cuales son los grupos de los distritos comunitarios que aconsejan sobre el uso de tierra y zonificación, participan en el proceso presupuestario de la ciudad y la dirección de entrega de servicios en su distrito.
Las juntas comunitarias son cada cual compuestas de hasta 50 miembros de voluntarios nombrados por el presidente del boro local, mitad de nombramientos por miembros del Consejo Municipal de Nueva York que representan el distrito comunitario. Además, cada miembro del consejo municipal es miembro ex officio sin voto de la junta comunitaria correspondiente.

## Junta comunitaria del Bronx  1
Se compone de las vecindades:
- South Bronx
  - Melrose
    - The Hub

  - Mott Haven
  - Port Morris

Precinto del Departamento de Policía de Nueva York asociado con el distrito comunitario: 40

## Junta comunitaria del Bronx 2
Se compone de las vecindades:
- Hunts Point
- Longwood

Precinto del Departamento de Policía de Nueva York asociado con el distrito comunitario: 41

## Junta comunitaria del Bronx 3
Se compone de las vecindades:
- Crotona Park East, también conocida como East Morrisania.
- Claremont
- Morrisania

Precinto del Departamento de Policía de Nueva York asociado con el distrito comunitario: 42

## Junta comunitaria del Bronx 4
Se compone de las vecindades:
- Concourse
- Highbridge

Precinto del Departamento de Policía de Nueva York asociado con el distrito comunitario: 44

## Junta comunitaria del Bronx 5
Se compone de las vecindades:
- Fordham (Partida con la Junta comunitaria del Bronx 7)
  - Fordham Plaza
- Morris Heights
- Tremont / Mount Hope
- University Heights

Precinto del Departamento de Policía de Nueva York asociado con el distrito comunitario: 46

## Junta comunitaria del Bronx 6
Se compone de los barrios:
- Bathgate
- Belmont (Arthur Avenue)
- East Tremont
- Campus Rose Hill de la Universidad de Fordham
- West Farms

Precinto del Departamento de Policía de Nueva York asociado con el distrito comunitario:  48

## Junta comunitaria del Bronx 7
Se compone de los barrios:
- Bedford Park

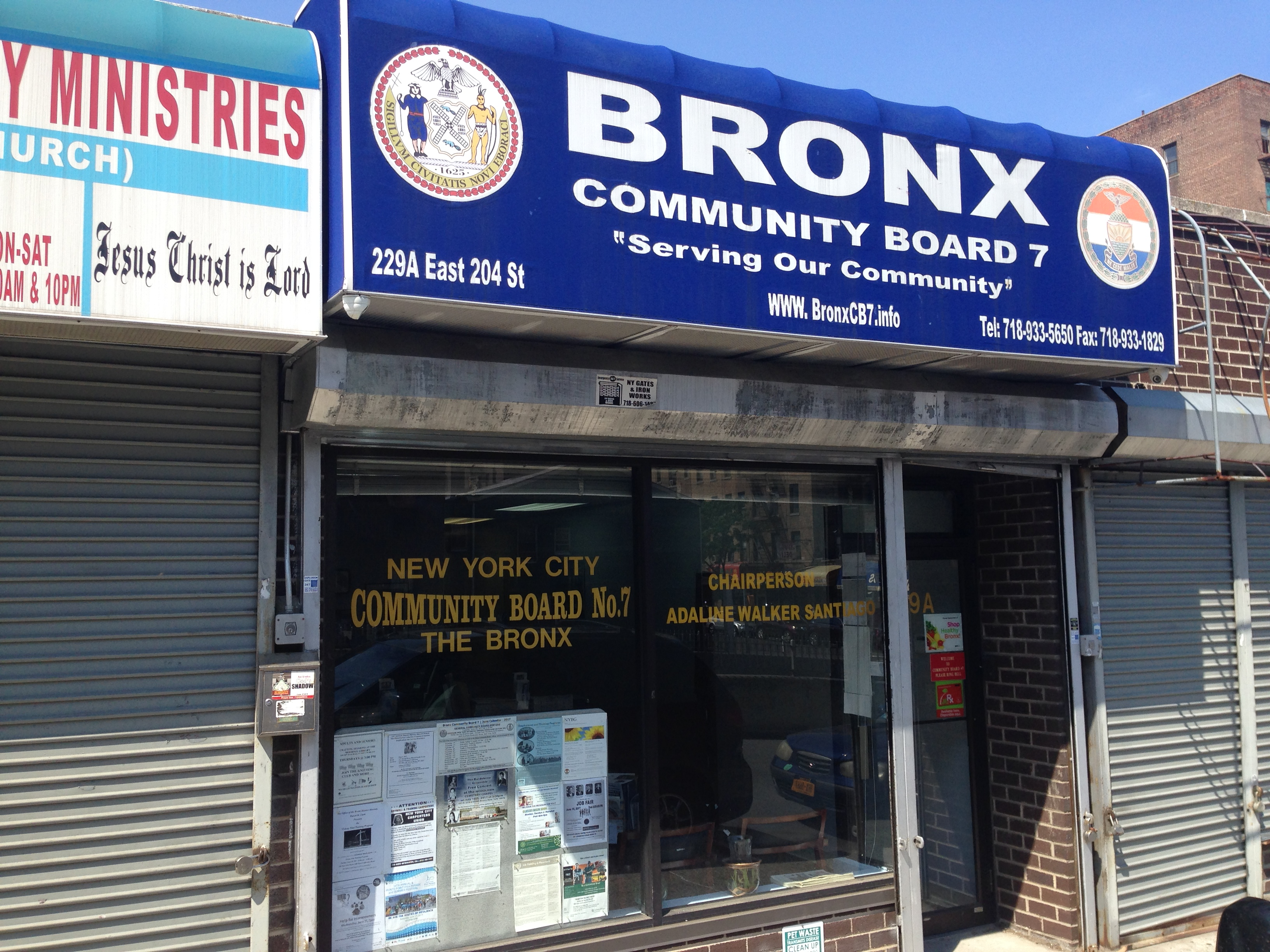
Oficina de la Junta comunitaria del Bronx 7

- Fordham (Partido con la Junta comunitaria del Bronx 5))
- Kingsbridge Heights
- Norwood
- University Heights

Precinto del Departamento de Policía de Nueva York asociado con el distrito comunitario: 52

## Junta comunitaria del Bronx 8
Se compone de los barrios:
- Fieldston
- Kingsbridge
- Marble Hill (technicamente es una parte del condado de Manhattan)
- Riverdale
  - Hudson Hill
  - North Riverdale
- Spuyten Duyvil
- Van Cortlandt Village

Precinto del Departamento de Policía de Nueva York asociado con el distrito comunitario: 50

## Junta comunitaria del Bronx 9
Se compone de los barrios:
- Barrio del Bronx River
- Barrio de Bruckner
- Castle Hill
- Clason Point
- Harding Park
- Parkchester
- Soundview
- Unionport

Precinto del Departamento de Policía de Nueva York asociado con el distrito comunitario: 43

## Junta comunitaria del Bronx 10
Se compone de los barrios:
- City Island
- Co-op City
- Country Club
- Edgewater Park
- Pelham Bay
- Schuylerville
- Throggs Neck
  - Locust Point
- Westchester Square

Y también incluye la isla Hart Island
Precinto del Departamento de Policía de Nueva York asociado con el distrito comunitario:  45

## Junta comunitaria del Bronx 11
Se compone de los barrios:
- Allerton
- Bronxdale
- Morris Park
- Pelham Gardens
- Pelham Parkway
- Van Nest

Precinto del Departamento de Policía de Nueva York asociado con el distrito comunitario: 49

## Junta comunitaria del Bronx 12
Se compone de las vecindades:
- Baychester
- Eastchester
- Edenwald
- Olinville
- Wakefield
- Williamsbridge
- Woodlawn

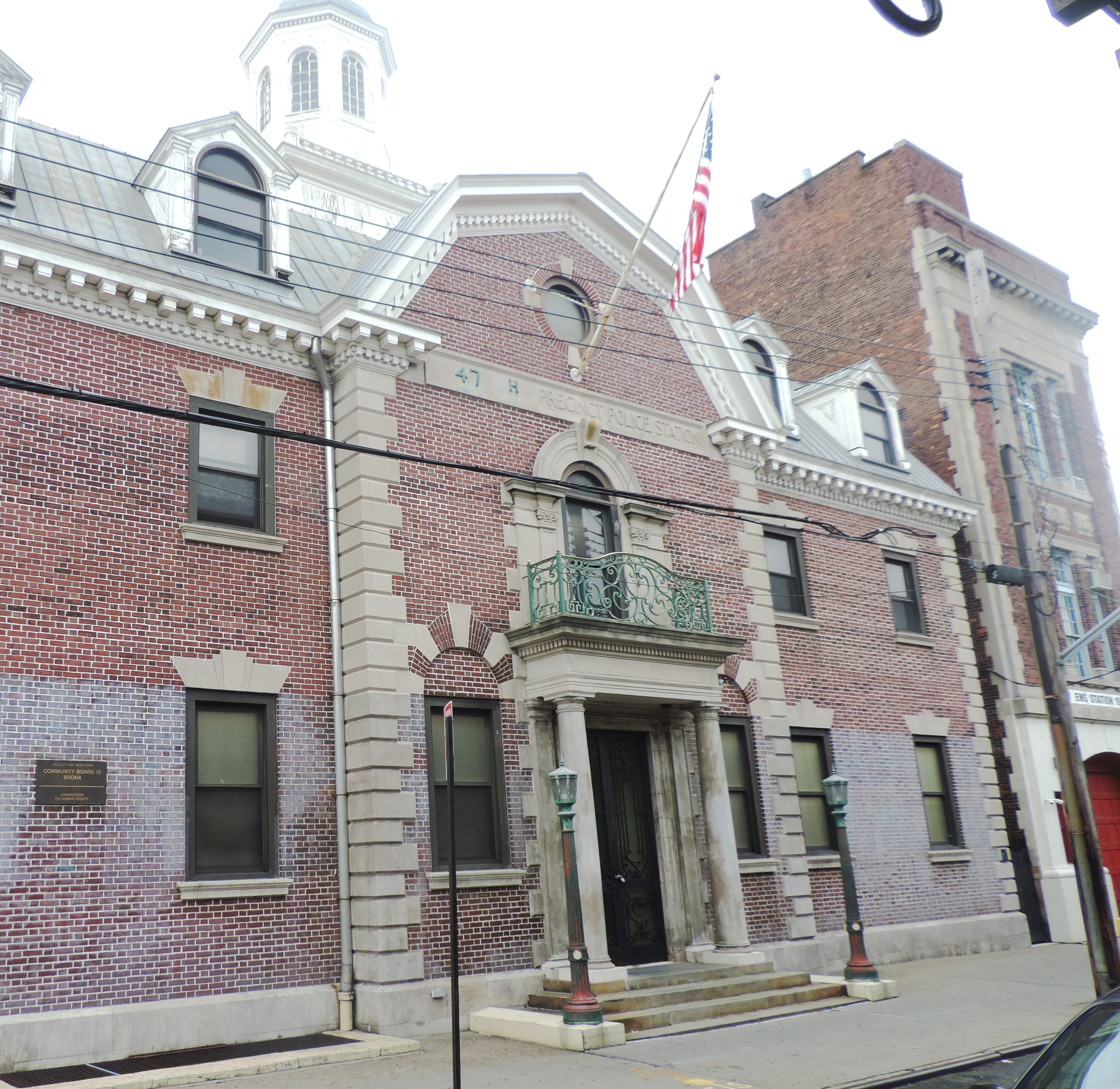
Oficina de la Junta comunitaria del Bronx 12

También incluye el Cementerio de Woodlawn.
Precinto del Departamento de Policía de Nueva York asociado con el distrito comunitario: 47